# Новосёлов, Юрий Константинович (1928)
Юрий Константинович Новосёлов (12 января 1928 — 11 апреля 2022) — советский и российский учёный в области полевого кормопроизводства, доктор сельскохозяйственных наук (1975), профессор (1977), член-корреспондент ВАСХНИЛ (1985), член-корреспондент РАН (2014).

## Биография
Родился 12 января 1928 года в селе Яконово Торжокского района Тверской губернии (в 1929 стала областью).
Окончил Московскую сельскохозяйственную академию им. К. А. Тимирязева (1950) и до 1954 года работал на её опытной станции научным сотрудником. В 1954—1957 годах был председателем колхоза.
С 1957 года — во ВНИИ кормов: научный сотрудник (1957—1966); заведующий отделом полевого кормопроизводства (1967—1993); главный научный сотрудник, зав. отделом полевого кормопроизводства (1994—2000); научный консультант (2001—2003) Всероссийского НИИ кормов. В 1953 году защитил кандидатскую диссертацию «Влияние пласта травосмесей различного состава и некоторых других агротехнических приёмов на урожай льна-долгунца», в 1975 году — докторскую диссертацию «Научные основы возделывания кормовых культур в промежуточных посевах в центральных районах Нечернозёмной зоны».
Скончался 11 апреля 2022 года в Лобне Московской области.

## Научная сфера
Научный руководитель исследований в области полевого кормопроизводства.
Опубликовал около 200 научных работ, из них 10 монографий по кормопроизводству, 13 методических пособий и рекомендаций. Получил три авторских свидетельства и два патента на изобретения.

### Сочинения
- Кормопроизводство на полевых землях / Ю. К. Новосёлов, М. С. Рогов, кандидаты с.-х. наук. — Москва: Россельхозиздат, 1966. — 79 с.
- Два урожая в год / Ю. К. Новосёлов, канд. с.-х. наук. — Москва: Колос, 1972. — 96 с. — (Библиотечка по производству кормов).
- Методические указания по проведению полевых опытов с кормовыми культурами / ВНИИ кормов им. В. Р. Вильямса; [Подгот. Ю. К. Новосёлов и др.]. — М.: ВИК, 1983. — 197 с.
- Два урожая кормов с одной площади / соавт. В. В. Рудоман. — М.: Агропромиздат, 1988. — 62 с. — (Корма — основа интенсификации животноводства).
- Кормовые культуры в промежуточных посевах / соавт. В. В. Рудоман. — М.: Агропромиздат, 1988. — 207 с. — ISBN 5-10-000560-2.
- Два-три урожая кормов с одной площади / соавт. В. В. Рудоман. — М.: Агропромиздат, 1988. — 61, [1] с. — (Корма — основа интенсификации животноводства). — ISBN 5-10-001694-9.
- Особенности выращивания озимого и ярового рапса на кормовые цели / Ю. К. Новосёлов, Г. С. Дедаева, Т. В. Прологова, Н. А. Слепцов. — М.: ВНИИТЭИагропром, 1988. — 51, [2] с.
- Практическое руководство по производству и использованию кормов из рапса в Нечернозёмной зоне России / соавт.: Н. П. Волков и др.; Всерос. НИИ кормов им. В. Р. Вильямса. — М., 1999. — 43 с.
- Состояние и экономические аспекты развития полевого кормопроизводства в Российской Федерации / соавт.: А. С. Шпаков, В. В. Рудоман. — М.: Росинформагротех, 2004. — 135 с.
- Состояние, перспективы производства и использования зерна в животноводстве Российской Федерации / соавт.: С. Г. Митин и др. // Кормопроизводство. — 2006. — № 8. — С. 2—6.
- Состояние и перспективы производства кормов на полевых землях Российской Федерации / соавт.: Л. С. Орсик и др. — М.: Росинформагротех, 2007. — 107 с.
- Рекомендации по освоению люцерно-кукурузных севооборотов в Нечернозёмной зоне / ФГУ «Рос. центр с.-х. консультирования» и др. — М., 2008. — 21 с.
- Справочник по кормопроизводству / соавт.: В. М. Косолапов и др. — 4-е изд., перераб. и доп. — М., 2011. — 700 с. — То же. — 5-е изд., перераб. и доп. — 2014. — 717 с.

### Патенты
Патенты на селекционные достижения:
- Рапс озимый Brassica napus L. ssp. oleifera (Metzg.) Sinsk. Северянин. Соавторы: Воловик В. Т., Леонидова Т. В., Милосердова Т. С., Прологова Т. В. Патент № 2849 (17.10.2005)
- Горчица белая Sinapis alba L. Луговская. Соавторы: Воловик В. Т., Прологова Т. В., Рудоман В. В., Ян Л. В. Патент № 2850 (17.10.2005)
- Рапс яровой Brassica napus L. ssp. oleifera (Metzg.) Sinsk. Подмосковсный. Соавторы: Прологова Т. В., Воловик В. Т., Ян Л. В., Леонидова Т. В., Милосердова Т. С. Патент № 3038 (13.03.2006)
- Рапс озимый Brassica napus var. napus. Столичный. Соавторы: Воловик В. Т., Разгуляева Н. В. Патент № 5742 (13.01.2011)
- Рапс озимый Brassica napus var. napus. ВИК 2. Соавторы: Воловик В. Т., Коровина Л. М., Леонидова Т. В., Милосердова Т. С., Прологова Т. В., Разгуляева Н. В. Патент № 5741 (13.01.2011)
- Рапс озимый Brassica napus var. napus. Лауреат. Соавторы: Воловик В. Т., Прологова Т. В., Разгуляева Н. В. Патент № 5743 (13.01.2011)
- Рапс озимый Brassica napus L. ssp. oleifera (Metzg.) Sinsk. Гарант. Соавторы: Воловик В. Т., Горлов С. Л., Лукомец В. М., Рудоман В. В. Патент № 7616 (17.12.2014)
- Рапс яровой Brassica napus var. napus. Новосёл. Соавторы: Воловик В. Т., Докудовская Н. А. Патент № 7891 (08.06.2015) .

## Награды и звания
- Заслуженный деятель науки Российской Федерации;
- Орден «Знак Почёта»;
- Медаль «За доблестный труд в Великой Отечественной войне 1941—1945 гг.»;
- Медаль «Ветеран труда»;
- Медаль «В память 850-летия Москвы»;
- Три медали ВДНХ.